# Неморож (річка)
Неморож, Бучинівка (рос. Бучиновка) — річка в Україні, у Звенигородському районі Черкаської області. Права притока Гнилого Тікичу (басейн Південного Бугу).

## Опис
Довжина річки 15  км.,похил річки — 4,7 м/км. Формується з декількох безіменних струмків та водойм. Площа басейну 90,4 км².

## Розташування
Неморож бере початок на північно-західній стороні від села Стара Буда. Тече переважно на південний схід через Водяники та Мизинівку. У селі Неморожвпадаю у річку Гнилий Тікич, ліву притоку Тікичу.
Притоки: Недобаєва (ліва).